# Brian Viloria
Brian Viloria (* 24. November 1980 in Waipahu, Hawaii, Vereinigte Staaten) ist ein ehemaliger US-amerikanischer Boxer philippinischer Herkunft sowie Weltmeister im Halbfliegengewicht (WBC, IBF) und Fliegengewicht (WBO, WBA).
Bei den Amateuren war er unter anderem 1999 Weltmeister im Halbfliegengewicht und Teilnehmer der Olympischen Sommerspiele 2000.

## Amateurkarriere
Viloria begann 1989 auf Hawaii mit dem Boxsport und siegte im Laufe seiner Karriere in 230 von 238 Amateurkämpfen im Halbfliegengewicht.
Er gewann 1999 jeweils die US-Meisterschaften in Colorado Springs sowie die National Golden Gloves in Syracuse und startete bei der Weltmeisterschaft desselben Jahres in Houston, wo er mit Siegen gegen Gary Jones aus England, Rudolf Dydi aus der Slowakei, Brahim Asloum aus Frankreich, Suban Pannon aus Thailand sowie Maikro Romero aus Kuba den Weltmeistertitel gewinnen konnte.
Im Jahr 2000 gewann er jeweils die nationale Olympiaqualifikation (Olympic Trials) in Tampa, die Olympic Box-offs in Mashantucket und die kontinentale Olympiaqualifikation in Tijuana, wobei er Wilfredo Valdez aus Kolumbien, Domenic Filane aus Kanada sowie Liborio Romero aus Mexiko schlagen konnte und somit als erster hawaiianischer Boxer in ein US-Olympiateam aufgenommen wurde.
Er nahm daraufhin an den Olympischen Spielen 2000 in Sydney teil und gewann in der Vorrunde gegen den Russen Sergei Kasakow, ehe er im Achtelfinale mit 4:6 gegen den späteren Goldmedaillengewinner Brahim Asloum ausschied.

## Profikarriere
Viloria boxte als Profi von Mai 2001 bis Februar 2018 und gewann am 10. September 2005 mit einem K.-o.-Sieg in der ersten Runde gegen Eric Ortiz den WBC-Weltmeistertitel im Halbfliegengewicht, den er am 18. Februar 2006 mit einem einstimmigen Punktsieg gegen Jose Aguirre verteidigte.
Am 10. August 2006 verlor er den Titel durch eine Punktniederlage an Omar Romero und scheiterte auch im Rückkampf am 18. November 2006. Da Romero jedoch einen anschließenden Dopingtest nicht wahrnahm, wurde ihm der Titel entzogen, worauf Viloria am 14. April 2007 gegen Édgar Sosa erneut um den Gürtel boxen konnte, jedoch durch Mehrheitsentscheidung nach Punkten verlor.
Am 19. April 2009 wurde er mit einem K.-o.-Sieg gegen Ulises Solis IBF-Weltmeister im Halbfliegengewicht, gewann am 29. August 2009 eine Titelverteidigung gegen Jesús Iribe, verlor den Gürtel dann aber am 23. Januar 2010 durch eine TKO-Niederlage in der zwölften Runde an Carlos Tamara.
Am 16. Juli 2011 gewann er den WBO-Weltmeistertitel im Fliegengewicht mit einem einstimmigen Sieg gegen Julio Miranda und konnte den Titel anschließend jeweils vorzeitig gegen Giovanni Segura und Omar Romero verteidigen, ehe er am 17. November 2012 einen Titel-Vereinigungskampf durch TKO gegen Hernan Marquez gewann und dadurch dessen WBA-Weltmeistertitel übernahm. Die beiden WM-Gürtel verlor er am 6. April 2013 durch eine Niederlage per geteilter Mehrheitsentscheidung nach Punkten an Juan Estrada
Am 17. Oktober 2015 verlor er beim Kampf um den WBC-Weltmeistertitel im Fliegengewicht durch TKO gegen Roman Gonzalez und am 24. Februar 2018 beim Kampf um den WBA-Weltmeistertitel im Fliegengewicht nach Punkten gegen Artem Dalakjan.

## Sonstiges
Brian Viloria wurde als Sohn philippinischer Eltern aus Ilocos Sur auf Hawaii geboren, wuchs bis zu seinem fünften Lebensjahr im philippinischen Narvacan auf, ehe er wieder zurück nach Hawaii zog und mit dem Boxsport begann. Er besuchte die Northern Michigan University und trainierte am dortigen U.S. Olympic Education Center.